# 四方袋鼠介
四方袋鼠介（学名：Kangarina quadrata）为尾花介科袋鼠介屬下的一个种。